# راشد المريخي
راشد بن إبراهيم المريخي معلم وعالم دين صوفي سني بحريني.

## السيرة الذاتية
زاول التدريس في بيته القديم في المحرق حيث كان يقبل على طلب العلم عنده الكثير من الطلبة وكانت تتراوح أعدادهم بين 400 إلى 500 طالب وذلك من 1975 إلى 1988. زاولت الخطابة منذ عام 1971 وعين رسميا في دائرة الأوقاف كخطيب في عام 1976 حتى أوقف عن الخطابة عام 1988 بعد خلاف مع الأوقاف السنية وكان أول مسجد خطب فيه في حالة بو ماهر ثم عين بأمر من رئيس الوزراء خليفة بن سلمان بن حمد آل خليفة في مسجد الشيخ عيسى بن علي آل خليفة بالمحرق وبقي فيه حتى عام 1988. أشيد بدوره في رأب الصدع الطائفي بين السنة والشيعة في البحرين ويتمتع بعلاقات دافئة مع علماء الدين الشيعة في البحرين وأبرزهم عبد الأمير الجمري. كزعيم للتقاليد الصوفية في البحرين فقد كان هدفا لانتقادات من قبل نشطاء السلفية المتزمتين.
ابنه إبراهيم يعمل رئيس المحكمة العليا في المحكمة الشرعية السنية العليا في البحرين ورئيس جمعية الإمام مالك بن أنس. جمعية الإمام مالك بن أنس هي المنظمة الصوفية الوحيدة المسجلة في البحرين.
من بين مؤلفات المريخي رف الأستار: الشبهات والدلالات لصاحب الحوار وهو يتناول فضح التلميحات ومفاقمة الأوضاع لمؤلف كتاب النقاش مع المالكي.
من بين أساتذته الشيخ محمد علي يعقوب الحجازي من المحرق والشيخ محمد أبي الملا من الأحساء والشيخ عباس بن علوي المالكي من مكة المكرمة (شقيق محمد علوي المالكي) والشيخ عبد القادر السقاف من جدة والشيخ عبد العزيز الصديق من اليمن والشيخ حسن مشاط وأمين الكتبي ومحمد سيف نور.